# Limony
Limony település Franciaországban, Ardèche megyében. Lakosainak száma 817 fő (2022. január 1.). Limony Charnas, Serrières, Le Péage-de-Roussillon, Sablons, Salaise-sur-Sanne, Maclas és Saint-Pierre-de-Bœuf községekkel határos.

## Népesség
A település népességének változása:
| Lakosok száma | 529  | 544  | 548  | 736  | 726  | 736  | 758  | 773  | 785  | 817  |
|               | 1968 | 1982 | 1990 | 2006 | 2013 | 2015 | 2017 | 2019 | 2020 | 2022 |